# Phyllobius thalassinus
Phyllobius (Phyllobius) thalassinus – gatunek chrząszcza z rodziny ryjkowcowatych i podrodziny Entiminae.
Gatunek ten został opisany po raz pierwszy w 1834 roku przez Leonarda Gyllenhaala.
Chrząszcz o ciele długości od 4,8 do 6,8 mm, bardziej przysadzistym niż u P. alpinus, z wierzchu, włącznie z tarczką, pokrytym zielonymi lub szarobiałymi łuskami, z których te na pokrywach są owalne i rozmieszczone niezbyt równomiernie, miejscami na siebie zachodzące. Czułki mają barwę głównie czerwonobrunatną. Ryjek ma zewnętrzne krawędzie małych i wąskich dołków na czułki rozszerzone w krtókie, nieodstające na boki pterygia. Między górną powierzchnią ryjka a czołem brak jest poprzecznej bruzdy. Pokrywy są mniej więcej dwukrotnie dłuższe niż w barkach szerokie i pozbawione są długich włosów. Odnóża mają barwę czarną, zazwyczaj z rozjaśnionymi stopami, przy czym rozjaśnienie to jest słabsze niż u P. alpinus. Stopy mają zrośnięte pazurki, a uda wyraźne zęby.
Owad ten zasiedla chłodne i wilgotne stanowiska na pobrzeżach rzek i potoków oraz w ich dolinach. Postacie dorosłe spotyka się w maju i czerwcu. prowadzą aktywność dzienną. Są foliofagami. Żerują na liściach perzu właściwego, wyczyńca łąkowego, a rzadziej pięciornika rozłogowego i pokrzywy zwyczajnej. Podczas odżywiania wycinają na brzegach blaszki liściowej karby.
Gatunek palearktyczny. W Europie stwierdzony został w Polsce, Białorusi, Austrii, Czechach (na zachód po Morawy), Słowacji, na Węgrzech, Ukrainie, w Bośni i Hercegowinie, Czarnogórze, Serbii, Mołdawii, Rumunii, Bułgarii, Turcji i Rosji, gdzie na północ dociera do Karelii. W Azji znany jest z Bliskiego Wschodu i Syberii. W Polsce gatunek rzadki, notowany sporadycznie i na nielicznych stanowiskach, znany m.in. ze Śląska Cieszyńskiego, Gór Słonnych i Bieszczadów.